# The House Built Upon Sand
The House Built Upon Sand er en amerikansk stumfilm fra 1916 af Edward Morrissey.

## Medvirkende
- Lillian Gish som Evelyn Dare.
- Roy Stewart som David Westebrooke.
- William H. Brown som Samuel Stevens.
- Bessie Buskirk som Josie.
- Jack Brammall som Ted.